# 大東 (さいたま市)
大東（だいとう）は、埼玉県さいたま市浦和区の町丁。現行行政地名は大東一丁目から大東三丁目。住居表示実施地区。郵便番号は330-0043。

## 地理
さいたま市浦和区の東部に位置する。西から順に一丁目、二丁目、三丁目に分かれている。第二産業道路に近く、住宅街が広がっている。

### 地価
住宅地の地価は、2022年（令和4年）1月1日の公示地価によれば、大東三丁目32-9の地点で18万2000円/m2となっている。

## 歴史
- 1976年（昭和51年）3月17日 - 区画整理事業の完了により浦和市大字領家の一部から大東三丁目が成立[5][6]。地名は、大字領家の字大東から。
- 1969年（昭和44年）4月1日 - 地内に浦和市立大東小学校（現・さいたま市立大東小学校）が開校する。
- 1982年（昭和57年）8月1日 - 大字領家の一部から大東一丁目・二丁目が成立[7]。合わせて、大東一丁目 - 三丁目の住居表示が実施される。
- 2001年（平成13年）5月1日 - 浦和市・大宮市・与野市が合併し、さいたま市が発足。同市の町名となる。
- 2003年（平成15年）4月1日 - さいたま市が政令指定都市に移行し、同市浦和区の町名となる。

## 世帯数と人口
2017年（平成29年）9月1日時点の世帯数と人口は以下の通りである。
| 丁目       | 世帯数    | 人口    |
| ---------- | --------- | ------- |
| 大東一丁目 | 1,185世帯 | 2,924人 |
| 大東二丁目 | 776世帯   | 1,867人 |
| 大東三丁目 | 595世帯   | 1,424人 |
| 計         | 2,556世帯 | 6,215人 |

## 小・中学校の学区
市立小・中学校に通う場合、学区（校区）は以下の通りとなる。
| 丁目       | 番地         | 小学校                 | 中学校                 |
| ---------- | ------------ | ---------------------- | ---------------------- |
| 大東一丁目 | 全域         | さいたま市立木崎小学校 | さいたま市立木崎中学校 |
| 大東二丁目 | 1番 4 - 11番 | さいたま市立木崎小学校 | さいたま市立木崎中学校 |
| 大東二丁目 | その他       | さいたま市立大東小学校 | さいたま市立木崎中学校 |
| 大東三丁目 | 全域         | さいたま市立大東小学校 | さいたま市立木崎中学校 |

## 交通
- 地内に鉄道は敷設されておらず、バス路線のみとなっている。最寄り駅は、京浜東北線北浦和駅が大東三丁目32-9の地点からおよそ2.6 kmの場所にある[4]。

### 道路
- 埼玉県道1号さいたま川口線
- 埼玉県道65号さいたま幸手線（浦高通り）
- 北宿通り

## 施設
一丁目
- 明円寺
- 神明神社

二丁目
- 市営領家大東団地
- 市立大東保育園
- 大東公民館

三丁目
- さいたま市立大東小学校
- 大東北児童公園
- 大東南児童公園
- 大東東児童公園
- 大東郵便局